# Ailefroide (hameau)
Pour l’article homonyme, voir Ailefroide.
Ailefroide est un hameau de la commune française de Vallouise-Pelvoux (Hautes-Alpes), dans la vallée de la Vallouise, au cœur du massif des Écrins. Situé à environ 1500 mètres d'altitude, le hameau est accessible par la route du printemps à l'automne, avec des services et activités centrés sur l'escalade et l'alpinisme.

## Description et histoire
Le hameau est situé au pied du versant sud-est du mont Pelvoux, à l'intersection du vallon de Celse Nière et de la haute vallée de Saint-Pierre (vallée de Vallouise). Il est surmonté au nord-est par la Tête de la Draye (2 077 m) et  la cime du Paillon (2 790 m). Ailefroide est traversé par deux torrents : le Saint-Pierre et le Celse Nière, qui se rejoignent en aval (1 419 m) pour former le torrent d'Ailefroide. Le hameau est situé à l'extrémité des routes départementales D 994E (Ailefroide-Pelvoux-Vallouise) et D 204T (Ailefroide-Pré Carle).
Le toponyme Ailefroide aurait pour origine étymologique « Alpe froide », le soleil étant peu présent en hiver et la température très froide. Paul Guillemin signale le nom ancien « Alléefreyde » en patois
Le hameau est constitué de quelques maisons et commerces saisonniers (alimentation, équipement de sport de montagne), d'un grand camping (17 hectares) et de deux hôtels. Au centre d'Ailefroide, un barrage hydraulique sur le Saint-Pierre assure une captation d'eau qui est canalisée en aval jusqu'à la centrale électrique de Pelvoux-les-Cleaux (1932). L'accès au hameau se fait par une route (1932) partant du village de Pelvoux, fermée en hiver à cause des chutes de neige. Le hameau n'est pas habité en hiver mais il compte plus d'un millier de résidents (camping) au milieu du mois d'août.
Ancien hameau d'alpage, constitué de quelques petits chalets bordés de prés de fauche et de pâturage, Ailefroide est devenu un lieu de résidence pour le tourisme saisonnier. Le chalet-hôtel d'Ailefroide (construit en 1896) resta le seul lieu d'hébergement jusque dans les années 1950, avant la construction de l'hôtel Engilberge (1949), du centre de vacance des Houillères de Provence (1950) et du camping (1958). Au cours du XXe siècle, Ailefroide est devenu un lieu important d'hébergement pour les alpinistes, puis à partir des années 1980-1990 pour les pratiquants d'escalade. Un bureau des guides est construit en rondins en 1957 à Ailefroide ; l'actuel bâtiment en dur est construit en 1980 et l'ancien chalet en bois est déplacé en amont (camping).

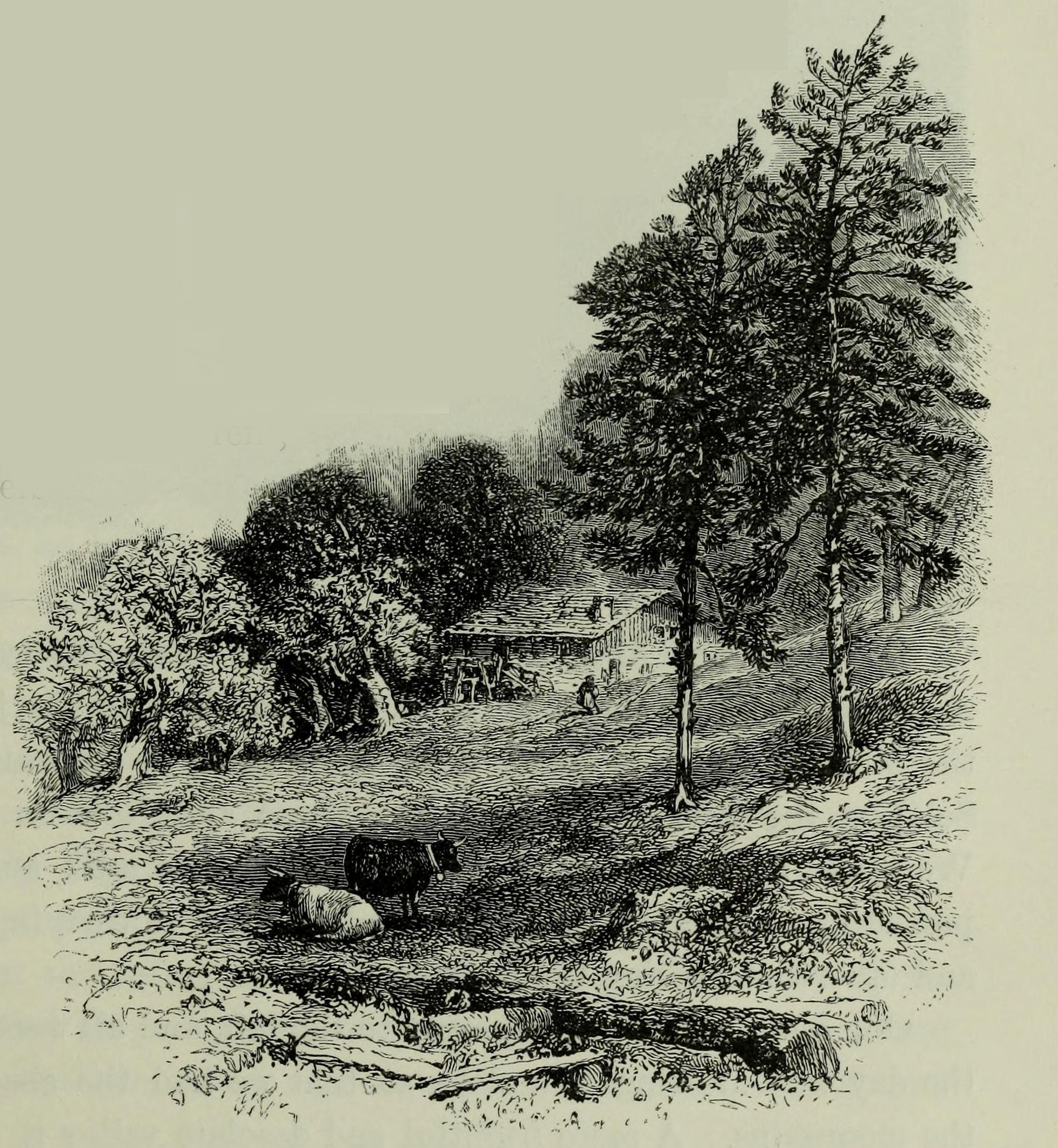
Ailefroide vers 1871, dans le guide Scrambles amongst the Alps de Edward Whymper.
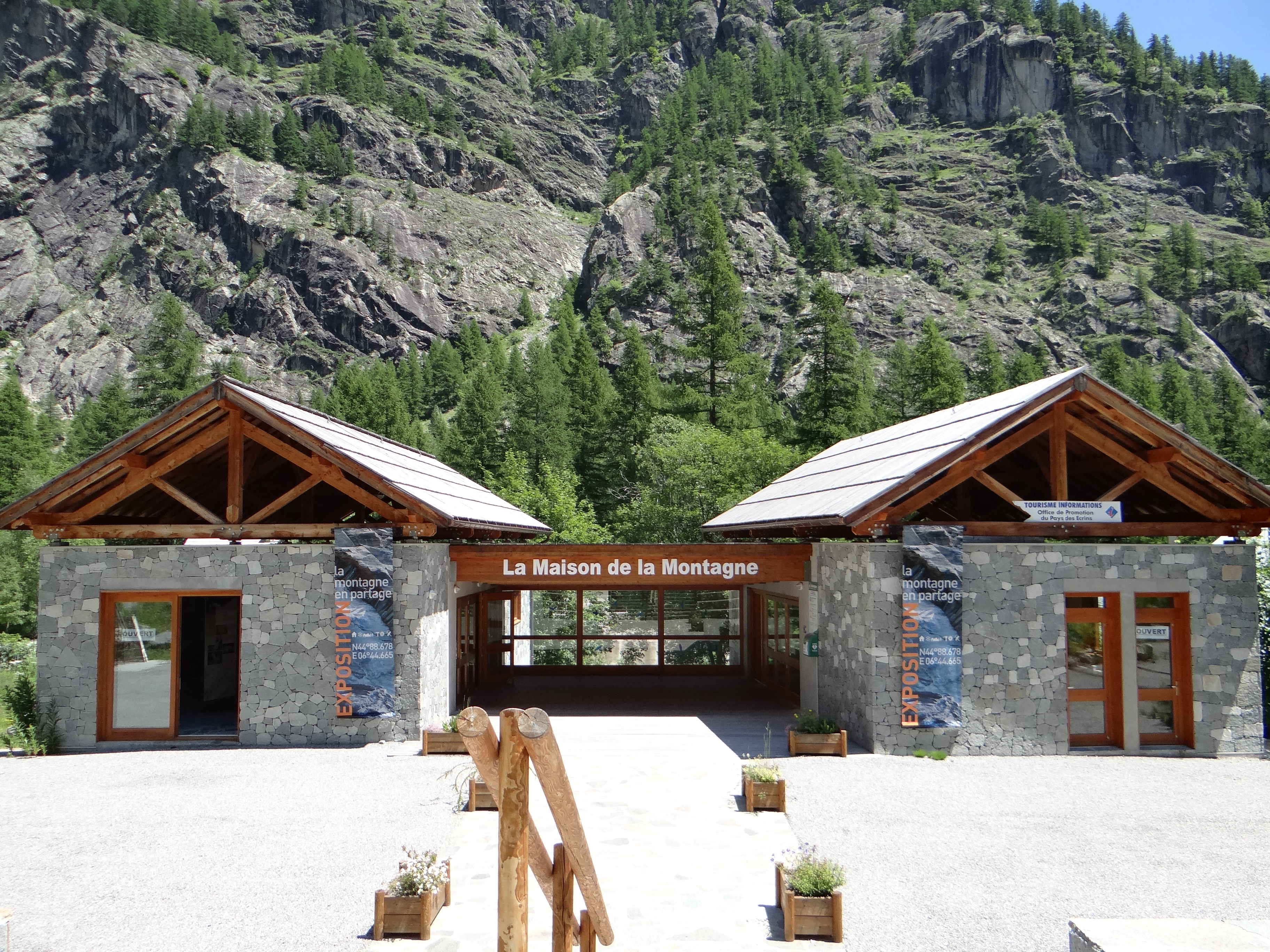
Maison de la Montagne à Ailefroide.
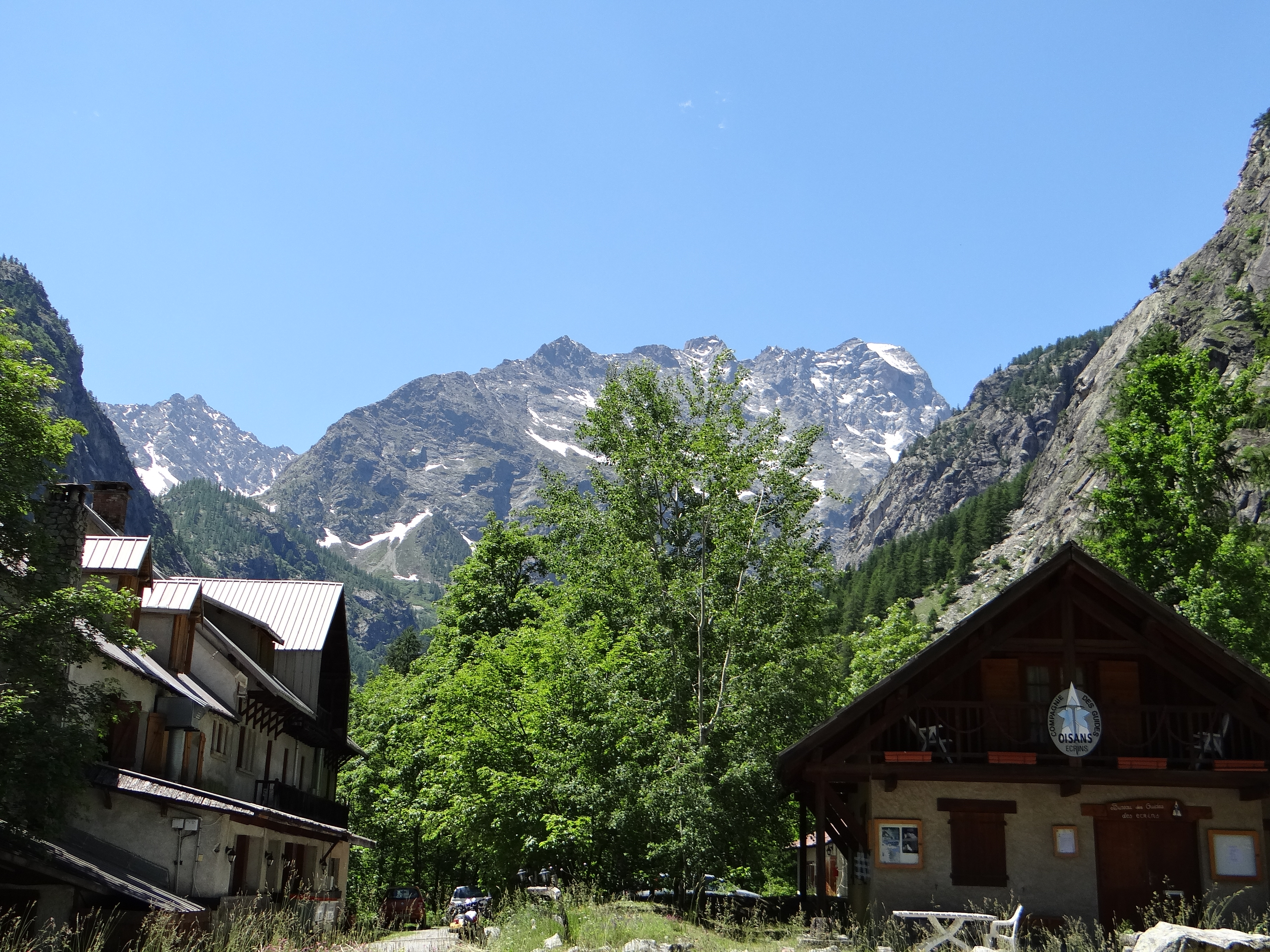
Le bureau des guides et une vue sur la vallée de Celse Nière.

## Activités sportives

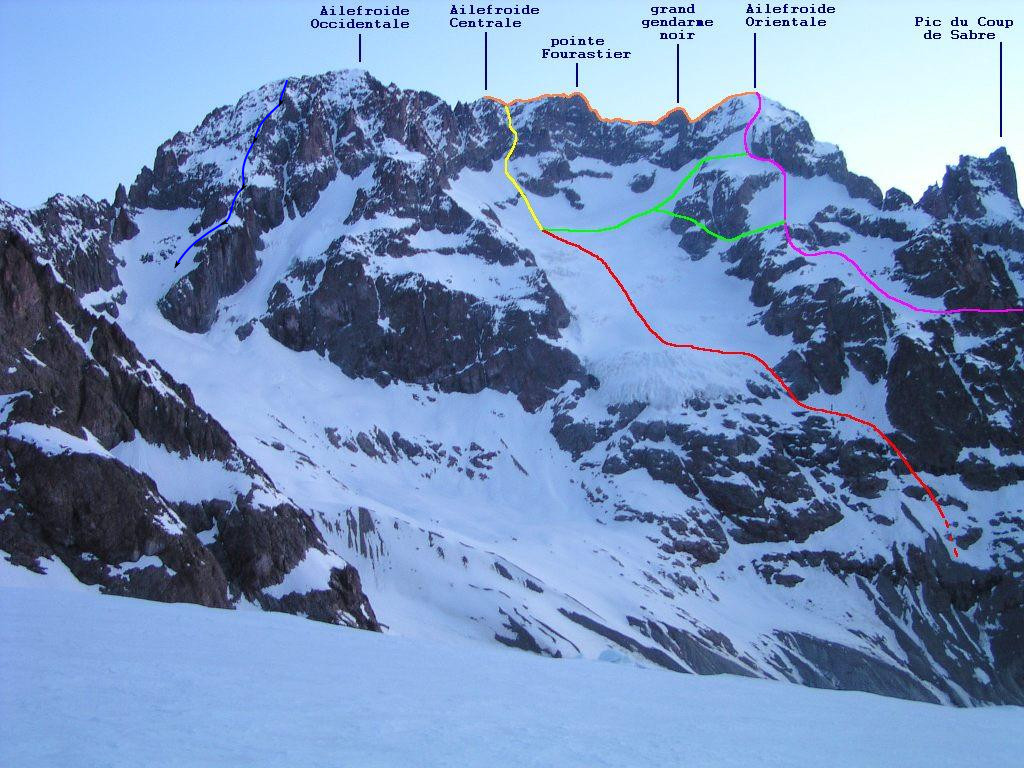
Itinéraires sur la face Sud des Ailefroides, juin 2007.

### Alpinisme
Ailefroide est un important lieu d'hébergement et de départ pour les alpinistes préparant des courses dans le sud du massif des Écrins. Situé au pied du mont Pelvoux (3946 m), le hameau est le départ des sentiers d'accès au refuge du Pelvoux et du Sélé (environ 3 h de marche) et des itinéraires vers les glaciers et sommets du Pelvoux, du Pic Sans Nom (3913 m) et de L'Ailefroide (3954 m). C'est aussi le village le plus proche du pré de Madame Carle, point de départ vers les refuges et sommets autour du glacier Blanc, du glacier Noir et de la barre des Écrins (4102m).

### Escalade

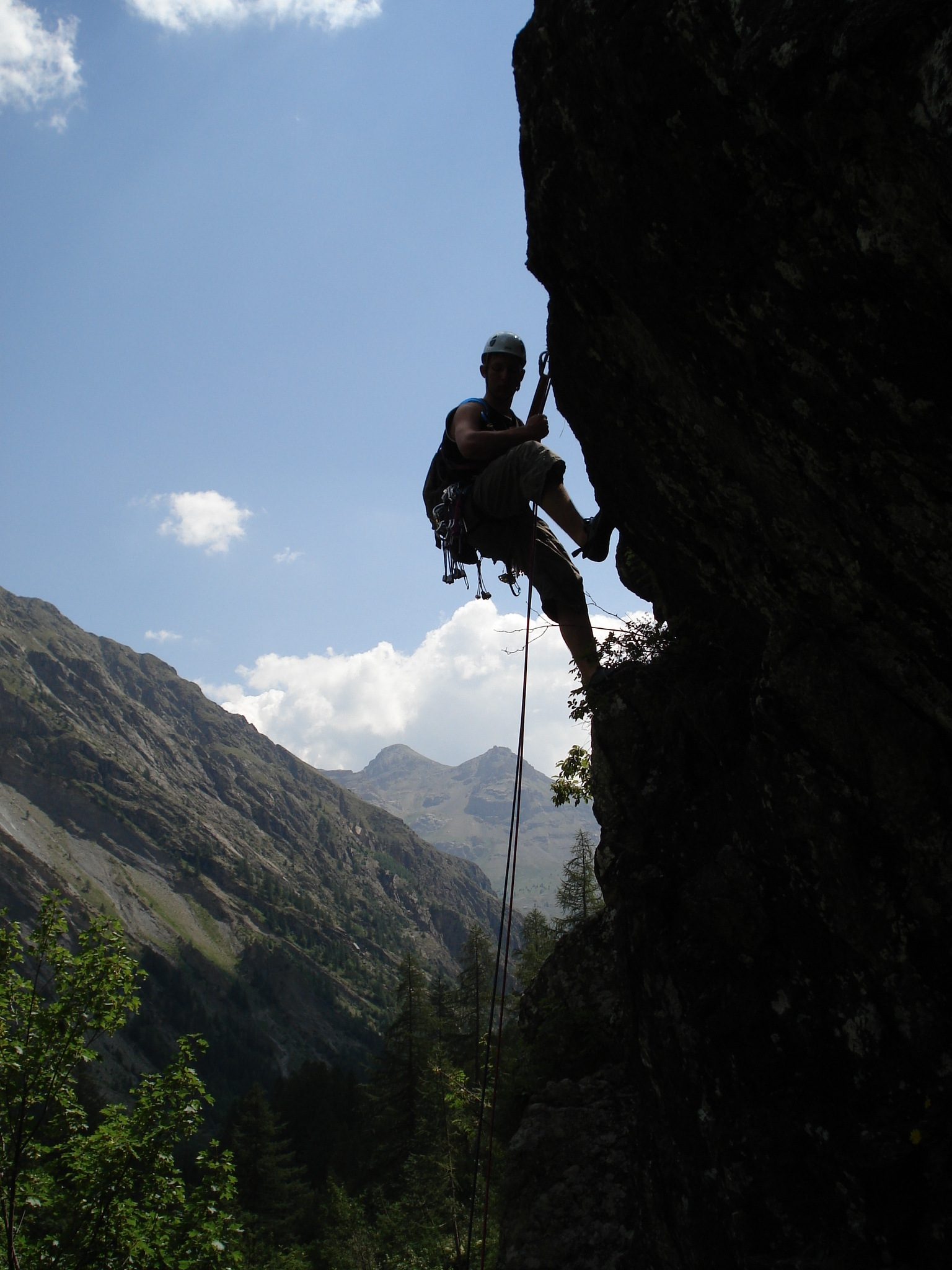
Escalade à Ailefroide, 2007.

Les falaises granitiques autour du hameau d'Ailefroide sont un site d'escalade réputé en France, constitué de plusieurs sites de couennes et écoles (La Draye), plus 120 grandes-voies de 100 à 500 mètres de hauteur et de nombreux blocs nettoyés. On trouve notamment la célèbre Fissure d'Ailefroide, ouverte par Lionel Terray (vers 1941-1943), la longueur de Tenue de Soirée (un des premiers 8a+ en France, ouverte par Patrick Edlinger).

### Randonnée
Le hameau est le point de départ de quelques randonnées, peu nombreuses mais réputées pour leur approche de l'environnement de la haute montagne, notamment les itinéraires menant aux refuges alentour :  refuge du Sélé (2510 m), du Pelvoux (2704 m), au pré de Madame Carle (1874 m), à la tête de la Draye ou au vallon de Clapouse.